# Knöchelgang

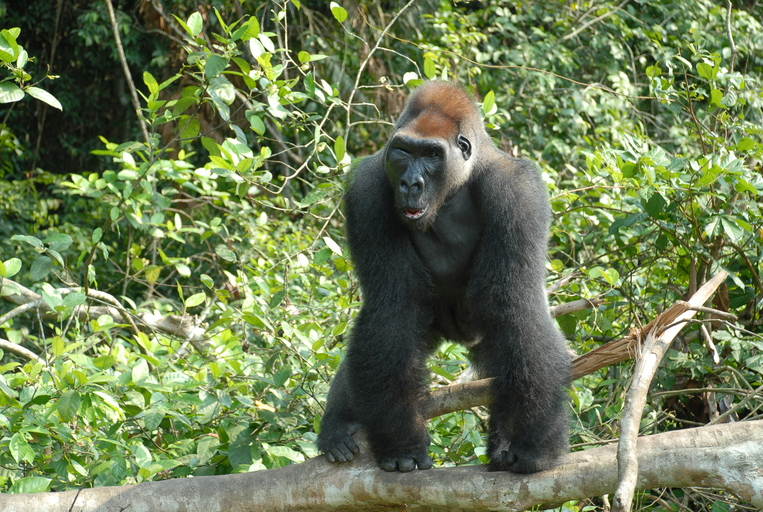
Männlicher Westlicher Gorilla (Gorilla gorilla) im Knöchelgang

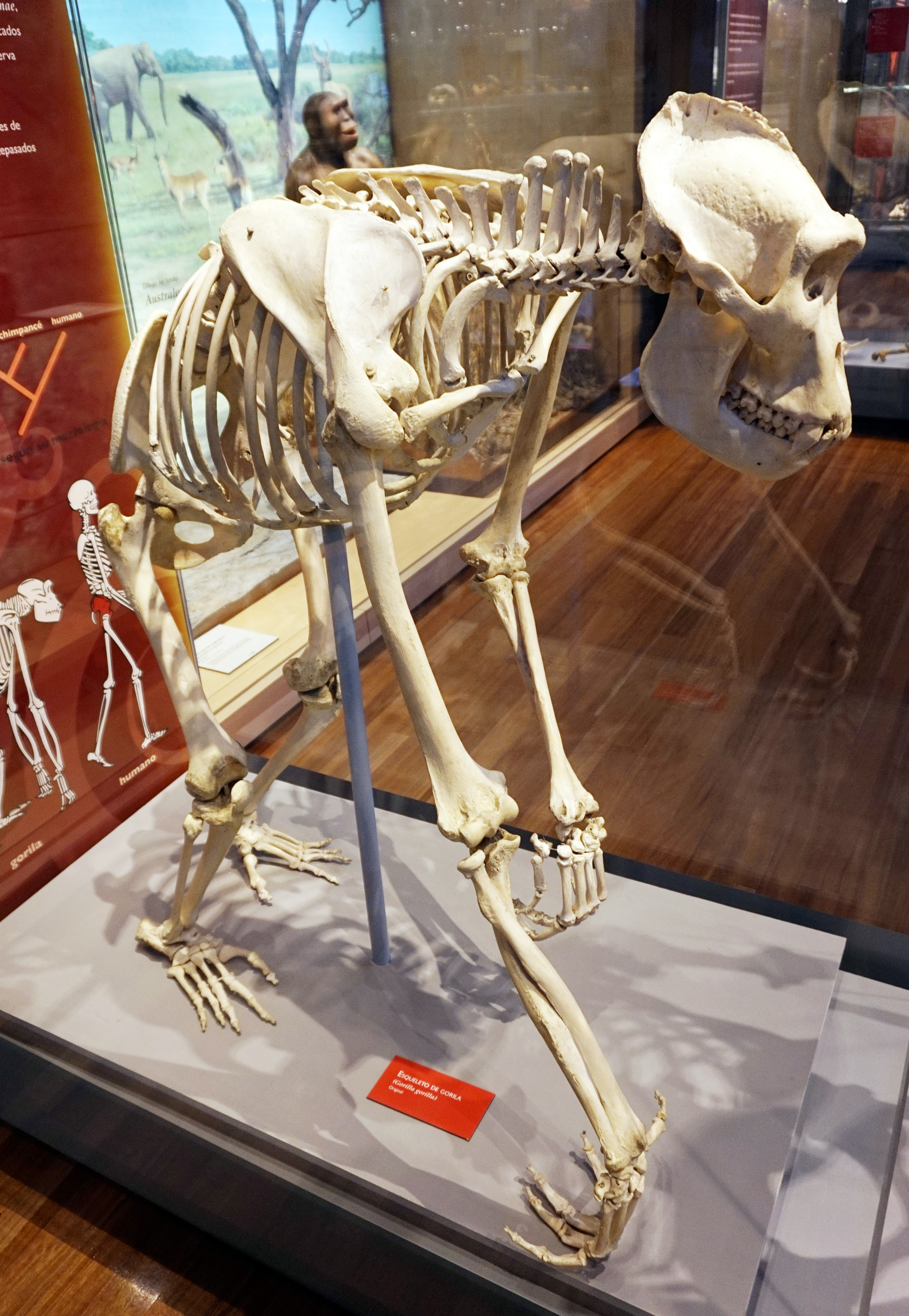
Museo Nacional de Ciencias Naturales, Madrid: Montiertes Skelett mit Knöchelgang der rechten Hand bei Gorilla gorilla

Als Knöchelgang bezeichnet man die Fortbewegung der Gorillas und Schimpansen auf allen vier Füßen, bei der die vorderen Extremitäten mit der Rückseite der mittleren Fingerglieder aufgesetzt werden.
Der gelegentlich zu beobachtende aufrechte Gang ist bei diesen Menschenaffen hingegen eine eher seltene Form der Fortbewegung.
Ein Vergleich der Handgelenk-Knochen von Schimpansen und Gorillas ergab, dass deren Knöchelgang sich unabhängig voneinander entwickelte, ihr letzter gemeinsamer Vorfahr also noch nicht diese Laufhaltung aufwies. Da Gorillas und Schimpansen keine Schwesterarten sind, folgt daraus, dass die Hominini – die Arten der zum Menschen führenden Entwicklungslinie – ebenfalls nicht von Vorfahren mit Knöchelgang abstammen.